# Roger Sterling
Roger Sterling Jr. è un personaggio immaginario protagonista della serie televisiva statunitense Mad Men, creato da Matthew Weiner e interpretato dall'attore John Slattery.

## Biografia del personaggio
Il padre di Roger Sterling fondò, assieme a Bertram Cooper (Robert Morse), l'agenzia pubblicitaria Sterling Cooper nel 1923: Roger Sterling Jr. ereditò lo status di socio e i clienti al momento della morte del genitore. Cooper lo conosce da quando era bambino, ed è lui ad avergli presentato la donna che ha sposato, Mona (Talia Balsam). Roger combatté durante la seconda guerra mondiale sul fronte del Pacifico contro l'esercito giapponese, ed è un momento della sua vita di cui va particolarmente fiero e che rievoca spesso; l'odio per il popolo giapponese gli è rimasto ancora vivo anche dopo molti anni dalla fine del conflitto.

Nel sesto episodio della quarta stagione della serie, Il premio, nel corso di un flashback viene mostrato il primo incontro tra Roger Sterling e il suo grande amico, Don Draper (Jon Hamm), avvenuto qualche tempo prima del 1960 (la serie è ambientata negli anni sessanta): Draper lavorava all'epoca in un negozio di pellicce e, quando Sterling vi si recò per acquistare un capo, saputo che egli dirigeva un'agenzia ne approfittò per sottoporgli le sue idee pubblicitarie. Poco tempo dopo Draper riuscì a farsi assumere, e da allora il rapporto con Sterling si tramutò in una solida amicizia.

### Prima stagione
Nella prima stagione della serie, ambientata appunto nel 1960, Sterling viene presentato come un forte bevitore e fumatore, nonché un accanito donnaiolo: benché sposato con Mona, ha una relazione clandestina con la segretaria Joan Holloway (Christina Hendricks), per la quale si dichiara quasi tentato di chiedere il divorzio (la donna lo dissuade dal farlo), ma si concede anche altre avventure. Il suo stile di vita eccessivo lo porta ad avere due attacchi cardiaci ravvicinati, che però riescono solo per breve tempo a fargli cambiare abitudini. La preoccupazione per la salute del suo socio induce però Cooper a far diventare anche Draper socio dell'agenzia.

### Seconda stagione
Nella seconda stagione (l'anno è il 1962), Sterling, chiusa la storia con Joan, è però sempre più insoddisfatto della sua routine familiare (Mona e Roger hanno una figlia, Margaret, una ragazza viziata e capricciosa, che ha col padre un rapporto burrascoso, costellato di litigi): incoraggiato da un colloquio con Don, lascia finalmente la moglie per la giovane e bella segretaria Jane Siegel (Peyton List), che, ottenuto il divorzio, sposerà. Le spese per il divorzio però fanno sì che egli si dichiari estremamente favorevole, a differenza di Cooper, alla vendita della Sterling Cooper all'agenzia britannica Puttnam Powell & Lowe, che ha luogo proprio al termine della stagione.

### Terza stagione
Nella terza stagione (1963), quindi, il suo ruolo all'interno dell'ufficio comincia a diventare gradualmente sempre più marginale: il suo nome non viene neppure citato in un organigramma dell'agenzia mostrato nel corso di una riunione. L'unico cliente i cui rapporti con l'agenzia sono effettivamente curati da Roger è ormai la Lucky Strike, che però è anche il contratto più redditizio e importante per la Sterling Cooper: con Lee Garner Jr. (Darren Pettie), dirigente della multinazionale del tabacco, Roger ha un saldo rapporto. La sua amicizia con Don però inizia a incrinarsi: oltre a criticare aspramente la sua scelta di sposare Jane, Don è anche seccato per l'insistenza inopportuna di Roger nel convincerlo a firmare un contratto di lavoro con l'agenzia, cosa che l'uomo non desidera, preferendo continuare il rapporto sulle basi di un accordo verbale. La situazione di progressiva marginalizzazione sul lavoro però sembra non dispiacere più di tanto a Roger: i soldi incassati dalla vendita gli consentono di mantenere il suo stile di vita dispendioso e, contrariamente a quanto molti pensavano al momento delle nozze, il suo matrimonio con Jane sembra felice, tanto che egli respinge le avances di una sua ex fiamma, Annabelle Mathis. È quindi solo a fatica che Cooper e Draper riescono a convincerlo, al termine della stagione, a rinunciare alle sue sicurezze per buttarsi in un'impresa rischiosa, fondare una nuova agenzia, la Sterling Cooper Draper Pryce.

### Quarta stagione
Nella quarta stagione (fine 1964-1965), Roger continua a curare esclusivamente i rapporti con la Lucky Strike, che è ora il cliente di gran lunga più importante della neonata Sterling Cooper Draper Pryce, sebbene sia chiaro che Lee Garner Jr. approfitti di questa posizione di forza per pretendere un trattamento di favore da Roger, divertendosi talvolta anche ad umiliarlo sottilmente, come quando, a un party natalizio in agenzia, lo costringe a indossare un costume da Babbo Natale, incurante del fatto che l'uomo avesse mostrato di gradire poco lo scherzo. Degli altri clienti si interessa poco, anzi, si rende anche protagonista di episodi spiacevoli, come quando cerca di far saltare un redditizio contratto con la giapponese Honda a causa del suo odio viscerale per gli ex nemici. Nonostante sia all'apparenza all'apice del successo, tanto che inizia anche a dettare la propria autobiografia, anche la sua vita privata inizia a mostrare segni di crisi: il rapporto con la frivola Jane comincia a stancarlo, ed egli continua a provare qualcosa per la sua vecchia fiamma, Joan, ormai sposata.
La situazione giunge a un punto di rottura quando Lee Garner Jr. gli comunica inaspettatamente che il consiglio di amministrazione della Lucky Strike ha deciso di abbandonare la Sterling Cooper Draper Pryce. Consapevole che la perdita rischia di mettere in ginocchio l'agenzia, Roger tiene per qualche tempo la cosa nascosta ai soci e tenta vanamente di riallacciare i contatti con altri vecchi clienti da lui a lungo trascurati; ben presto però la notizia diventa di dominio pubblico, e Don, Cooper e Pete Campbell (Vincent Kartheiser) lo rimproverano aspramente per la sua superficialità sul lavoro. Neppure la fidata Joan si mostra più disposta a dargli spago nella sua autocommiserazione. Contemporaneamente, proprio con quest'ultima, la situazione si è notevolmente complicata, poiché i due, cedendo a un momento di passione, hanno fatto l'amore e ora la donna aspetta un figlio. Roger la spinge subito ad abortire: Joan, pur dichiarandosi 
inizialmente d'accordo, decide invece, all'insaputa dell'amante, di tenere il bambino, facendo credere però al marito (che, arruolatosi nell'esercito, si trova in Vietnam) che il figlio sia il suo.

### Quinta stagione
L'apporto di Roger all'attività dell'agenzia continua a essere quasi nullo anche all'inizio della quinta stagione (ambientata nel 1966): la Mohawk Airlines torna a essere cliente della Sterling Cooper Draper Pryce, ma quasi esclusivamente per merito di Pete, le cui mosse Roger cerca paradossalmente di anticipare e ostacolare. Anche il matrimonio di Roger con Jane è ormai soffocato dalla noia, tanto che, sotto l'effetto dell'LSD, i due parlano a cuore aperto e decidono di divorziare. Nei giorni successivi Jane sembra non essere più della stessa idea, ma la decisione ormai è presa. Inoltre, Roger non sembra aver alcun interesse a essere coinvolto nella crescita del figlio avuto con Joan.

### Sesta stagione
Mentre Roger è a telefono con una nuova fidanzata, la segretaria entra nel suo ufficio piangendo a dirotto; una volta riagganciato, questo li informa che sua madre è morta, ma lui sembra non rimanerci troppo male. Successivamente viene avvisato anche della morte di Giorgio, il suo lustrascarpe. A quella notizia Roger scoppia in lacrime, dando finalmente sfogo alle sue emozioni.
Sua figlia Margareth gli chiede un aiuto economico per suo marito; inizialmente accetta ma poi, durante la seduta dal suo psichiatra, comincia a credere che Margareth lo cerchi solo quando ha bisogno di soldi, dunque in un secondo momento si rifiuta di aiutarli.
Sua figlia si arrabbia molto, perché lei e suo marito si trovavano in un momento economicamente molto difficile, e gli proibisce anche di vedere il piccolo Ellery.
In seguito, Roger comincia a sentire il bisogno di far parte della vita del piccolo Kevin, avuto con Joan, ma lei glielo vieta.
Alla fine della stagione, insieme ad altri soci dell'agenzia, darà a Don un congedo forzato dal lavoro per alcuni mesi. Inoltre, Joan lo invita al pranzo del Ringraziamento, permettendogli di far parte della vita di suo figlio, ma non della sua.

## Filmografia
- Mad Men - serie TV, 89 episodi (2007-2015)
- Saturday Night Live - serie TV, episodio 34x06 (2008)